# Culture de la Barbade
Pour un article plus général, voir Barbade.

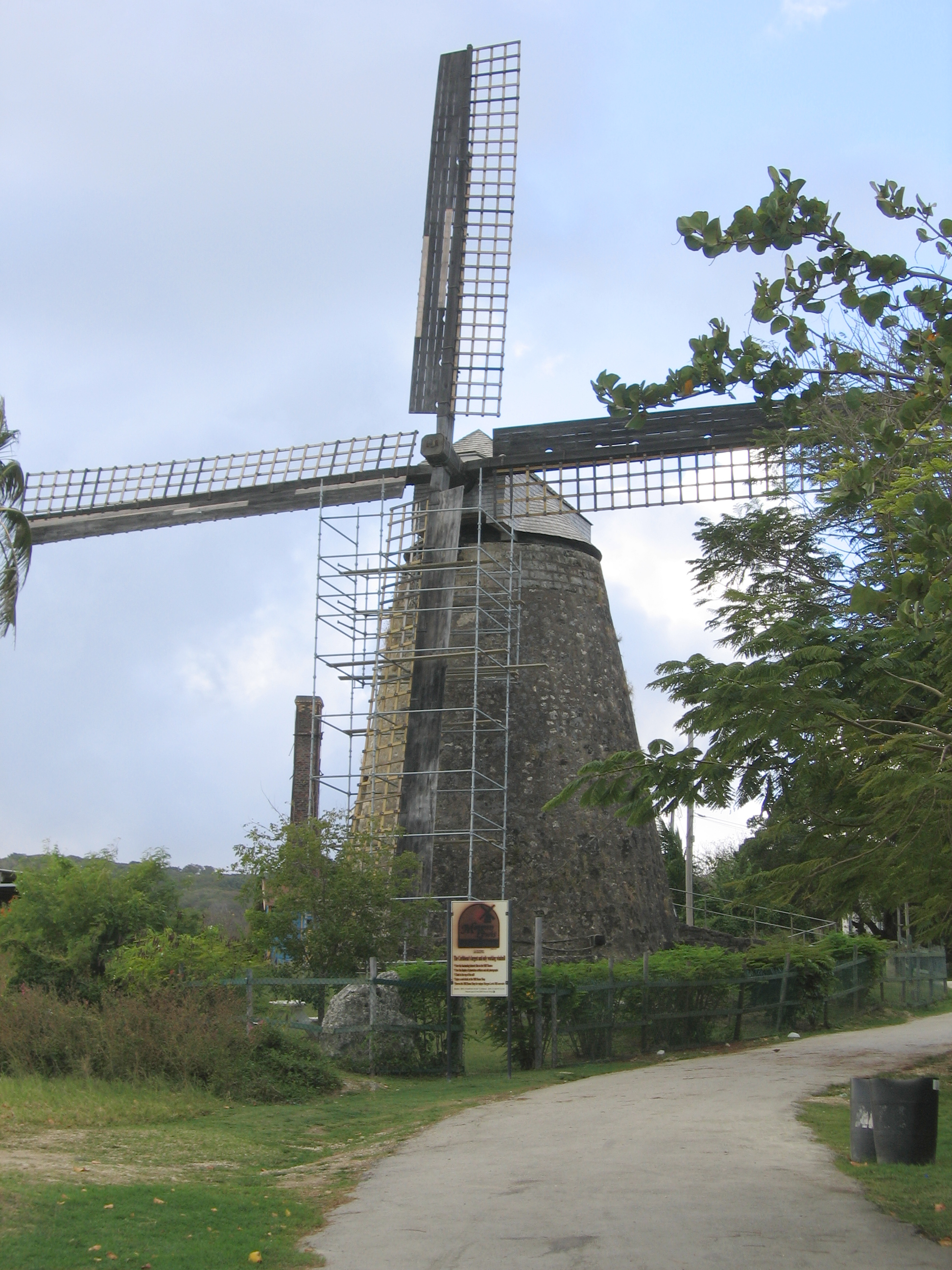
Le moulin de Morgan Lewis.

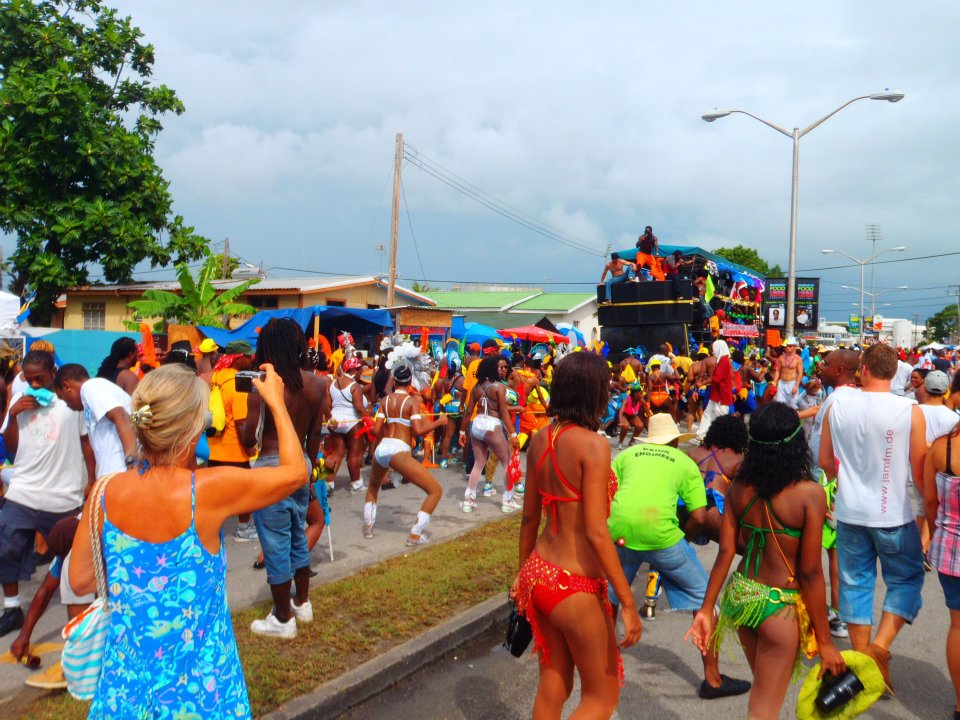
Une fête à la Barbade.

La culture de la Barbade ou bajane dans le dialecte local, désigne d'abord les pratiques culturelles observables des habitants de la Barbade (300 000, estimation 2018), mélange de traditions britanniques et antillaises.
L'île a produit un auteur reconnu de l'espace caraïbe, Edward Kamau Brathwaite.

## Histoire
L’île, alors habitée par des Arawaks venus du Venezuela, fut découverte en 1536 par un capitaine portugais. En raison de la « pilosité » des racines aériennes des arbres banyans qui poussaient sur la côte, il la surnomma « barbue », d’où le nom de « Barbados ».
Les Anglais s’y installèrent en 1627 et, fait unique dans l’histoire des Caraïbes, la Barbade ne fut colonisée par aucune autre nation et resta une colonie britannique jusqu’à sa semi-autonomie en 1961. Elle obtint ensuite l’indépendance en 1966. Bridgetown, la capitale, est le siège du troisième plus vieux Parlement du Commonwealth dont la Barbade est aujourd’hui membre. Ce territoire au climat favorable fit de la Barbade un endroit idéal pour cultiver la canne à sucre. Le commerce de sucre, de rhum, de mélasse et d’esclaves engendrait de grandes richesses et s’avéra être une grande force pour l’île. Néanmoins, la Barbade fut le premier pays au monde à abolir le commerce d’esclaves en 1834.
Errol Barrow, considéré comme « le père fondateur de l’indépendance » permit au pays de développer son industrie touristique, son système de santé et donna droit à une éducation gratuite pour tous. Malgré l’indépendance de l’île en 1966, les Barbadiens gardent leurs coutumes britanniques et il n’est pas rare de voir la police maritime portant toujours le foulard et le canotier des marins de l’amiral Nelson ou encore l’agent de la circulation s’enorgueillir de son casque de « bobby ». Aujourd’hui encore, l’influence britannique se mêle aux parfums exotiques de la Barbade.

## Cuisine
La cuisine bajane reflète ses influences africaines, caribéennes, créoles et européennes.
Le poisson constitue la base de la plupart des plats locaux, grâce à l’abondance des variétés pêchées aux alentours, parmi lesquelles le thon, le requin, le saumon, la morue, le vivaneau, la daurade, mais aussi les crevettes, le homard, le crabe et l’oursin. S’il est un plat typique, c’est bien le poisson volant, symbole national de la Barbade, et largement présent dans les assiettes sur l’île.
En plus des poissons et fruits de mer, la Barbade dispose d’une grande variété de viandes telles que le poulet, l’agneau local, le bœuf, le porc, la dinde ou le canard, qui agrémentent de nombreuses recettes bajannes et sont servies frites, grillées, rôties ou marinées. Entre autres plats traditionnels, citons le cou-cou, le riz au pois, le pelau (riz pilau aux épices des Caraïbes) et le gratin de macaronis, qui s’accompagnent des fruits et légumes cultivés sur l’île, comme le fruit de l’arbre à pain, le manioc, les mangues ou encore la papaye.
À l’occasion de l'Oistins Fish Fry, qui se déroule les vendredis et samedis dans le village de pêcheurs d'Oistins, sur la côte sud de l’île, les touristes comme les Barbadiens peuvent profiter de poissons fraîchement pêchés, dorés au barbecue ou cuits au four.

## Musique
La musique de la Barbade est une synthèse de différents styles et influences, principalement britanniques et africains et qui incluent la musique traditionnelle, la musique classique et la musique religieuse.
En un même moment, sur l’île, vous pouvez être certain d‘entendre des extraits distincts de ces différents styles. Des mélodies traditionnelles bardadiennes, au jazz caribéen en passant par l’opéra, jusqu’aux rythmes ondulants du calypso, du spouge et de la soca. La musique a toujours tenu un rôle primordial dans l’histoire et la culture de la Barbade et constitue, encore aujourd’hui, un ingrédient essentiel de la vie quotidienne de chaque habitant.
Les Tuk bands sont des ensembles musicaux qui s’inspirent des rythmes et mélodies des régiments militaires britanniques. Constitué d’un archet, d’une flûte, d’un triangle, d’une caisse claire et d’un double tambour, le tuk band moderne apporte une sensibilité inédite à la musique africaine et britannique.

## Art et artisanat
La majorité de l'artisanat local est créée autour des ressources naturelles de l’île, comme l’argile, le bois, les feuilles de palmier, le bambou, le cuir ou encore les coquillages.
Une grande quantité de galeries sont présentes sur l’île, ainsi que des festivals et foires qui s’y déroulent toute l’année. Parmi les plus célèbres, le marché du Holetown Festival en février, celui du Fish Festival de Oistins à Pâques, du Crop Over Festival à Bridgetown en juillet et août, ou encore la foire annuelle du Barbados Museum en décembre.
Chaque année, à la mi-mars, les jardins qui entourent la Holders House de St. James, datant du XVIIe siècle, accueillent le Holders Season, premier festival d’arts premiers des Antilles[réf. nécessaire]. Il met à l’honneur des nouveaux travaux d’artistes et s’accompagne de spectacles d’opéra, de représentations de théâtre et de concerts de jazz et de blues.

## Littérature
- Edward Kamau Brathwaite, poète (1930-2020)

## Pratiques locales

### Dominos
Le Slam-a-Dom Extravaganza est une compétition internationale annuelle de dominos. Le championnat rassemble une quinzaine de pays, principalement des Caraïbes, pour des tournois de dominos à trois mains, à quatre mains ou en couple.
Le World Council of Domino Federations est basé à la Barbade.
Après avoir cédé devant Sainte-Lucie en 2008, la Barbade est de nouveau championne du monde en 2010 et 2012 – la compétition ayant lieu tous les deux ans. En 2014, la Barbade s'incline devant Antigua.

### Rum shop
Le rum shop, c’est le troquet du coin. Sauf qu’on n’y descend pas son petit blanc limé, mais son petit rhum. Les statistiques font état de plus d’un millier de rum shops dans l’île.[réf. souhaitée]
Il y en a de tous les genres : simple comptoir en bois dans une baraque en tôle, appentis façon Chattel house le long d’une maison, fréquenté par les vieux de la vieille, hang outs pour kitesurfeurs, domino players ou adeptes du karaoké… On puise dans sa bouteille jusqu’à l’épuiser, alternant de temps en temps avec un chaser, histoire de souffler (un rhum coupé ou, sans alcool, un cola ou un verre d’eau).
Dans bien des rum shops, on peut grignoter un morceau, surtout le week-end : roast pork, pudding and souse, poulet grillé...

## Musées et patrimoine

### Musées
- Barbados Museum & Historical Society

### Registre international Mémoire du monde
Le programme Mémoire du monde de l'UNESCO, créé en 1992, a inscrit les éléments suivants liés à la Barbade dans son registre international Mémoire du monde (au 17 janvier 2016) :
- 2003 : Patrimoine documentaire des personnes des Caraïbes réduites en esclavage[3],
- 2009 : Collection de Nita Barrow[4],
- 2009 : Fonds des Archives de la Fédération[5],
- 2011 : Hommes d’argent : Travailleurs antillais au Canal de Panama (La Barbade, Jamaïque, Panama, Sainte Lucie, Royaume-Uni, États-Unis d'Amérique)[6],
- 2015 : Les écrits de la Commission des Indes occidentales[7].

Le Comité consultatif international du programme Mémoire du monde s'est réuni à Bridgetown en 2009.